# Villini floreali
I villini floreali sono un insieme di costruzioni in stile liberty a Bologna, nel quartiere Saragozza.

## Storia
Alla fine dell'800 il liberty venne portato a Bologna dalla Società Aemilia Ars, promossa da Alfonso Rubbiani, innovatore dello stile e dell'architettura bolognese, ed artefice di una trasformazione moderna della città medievale. Aemilia Ars realizzò oggetti di uso quotidiano, come pizzi, mobilii, gioielli e tipografie. Allo stesso tempo nel 1889 il comune varò un nuovo piano regolatore che prevedeva una decisa espansione della città oltre le mura medievali.
Nel 1904 Paolo Sironi (1858-1927), architetto di origine milanese ma operante da alcuni anni a Bologna, ottenne dall'Ufficio di Edilità ed Arte del Comune di Bologna il permesso per edificare un nuovo quartiere a ridosso della via Saragozza, in un appezzamento di terreno da lui comprato. Ebbero così origine i cosiddetti villini floreali, ville per l'alta borghesia della città, costruite a ridosso del centro in stile liberty.
I primi villini sorsero sul viale privato Sironi (l'odierna via Audinot) ed in seguito lungo la via Roncati. Sironi non solo innovò lo stile architettonico portando tra i primi dalla Francia in Italia il liberty, ma ebbe inoltre la capacità di innovare le modalità costruttive del tempo: inventò infatti alcuni sistemi per la prefabbricazione leggera di parti degli edifici, oltre ad un innovativo concetto di tegola, più semplice da realizzare.
Secondo i dettami del liberty gli edifici fanno largo sfoggio delle decorazioni tipiche di questo stile: decorazioni floreali (da cui deriva il nome della lottizzazione) e geometriche, largo uso del ferro lavorato per le ringhiere dei balconi le cancellate, inserimento di strisce di piastrelle decorate sulla facciata e colori vivaci.
Il progetto di Sironi era quello di portare in Italia un esempio di città giardino; proprio in quegli anni la città di Bologna si stava aprendo dal suo impianto medievale che la teneva chiusa dentro le mura. Sironi approfittò quindi di uno spazio nelle vicinanze delle mura per creare una serie di edifici che andassero ad esplorare un nuovo rapporto tra gli interni e gli esterni, con la presenza di numerosi spazi verdi.

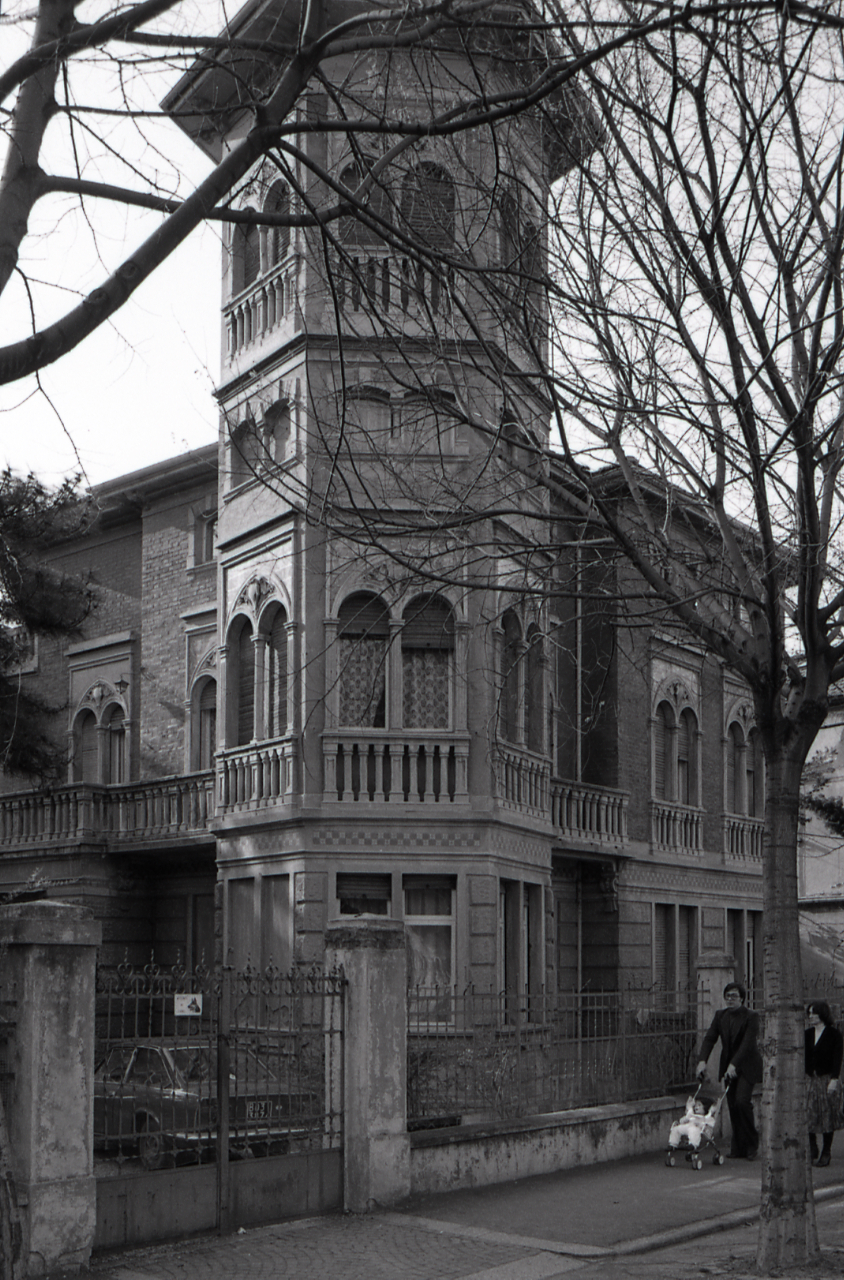
Villino Liberty di Via Audinot 8. Foto di Paolo Monti del 1977